# گلوبانت
گلوبانت (انگلیسی: Globant) شرکت فناوری اطلاعات آرژانتینی است، که در سال ۲۰۰۳ تأسیس شد. این شرکت امروزه در کشورهای کلمبیا، اروگوئه، بریتانیا، برزیل، ایالات متحده، پرو، هند، مکزیک، شیلی، اسپانیا، رومانی و بلاروس فعالیت دارد.